# موريس كولين
موريس كولين هو رسام كندي، ولد في 6 يونيو 1866 في سانت جونز في كندا، وتوفي في 28 مارس 1934 في شومبلي في كندا.